# Ray Conniff
Ray Conniff, nato Joseph Raymond Conniff, (Attleboro, 6 novembre 1916 – Escondido, 12 ottobre 2002), è stato un compositore, direttore d'orchestra, trombonista e arrangiatore statunitense.

## Biografia
Iniziò lo studio del trombone, con suo padre trombonista in una banda locale, e della musica da autodidatta.
Dopo aver prestato il servizio militare presso la U.S. Army nella seconda guerra mondiale (dove collaborò con Walter Schumann), venne poi presentato a Mitch Miller, allora a capo della Columbia Records, ed assunto come arrangiatore, avendo modo di collaborare con diversi artisti come Rosemary Clooney, Marty Robbins, Frankie Laine, Johnny Mathis, Guy Mitchell e Johnnie Ray. Scrisse l'arrangiamento per la canzone Band of Gold portata al successo da Don Cherry nel 1955, un singolo che vendette oltre un milione di copie.
Fra gli altri singoli di successo, incisi con la sua orchestra e coro femminile (in alcuni casi con coro maschile), si ricordano Just Walkin' in the Rain (seconda posizione nella Billboard Hot 100 e prima nella Official Singles Chart) del 1956 e Yes Tonight Josephine (prima posizione nel Regno Unito per tre settimane e sesta in Olanda) del 1957 con Johnnie Ray, Chances Are del 1957 (Grammy Hall of Fame Award nel 1998) e It's Not for Me to Say (quinta posizione negli Stati Uniti) con Johnny Mathis, A White Sport Coat (seconda negli Stati Uniti e prima in Australia) e The Hanging Tree (dal film L'albero degli impiccati) con Marty Robbins, Moonlight Gambler con Frankie Laine, Up Above My Head, un duetto fra Frankie Laine e Johnnie Ray, e Pet Me, Poppa con Rosemary Clooney. Realizzò anche gli album Tony con Tony Bennett, Blue Swing con Eileen Rodgers, Swingin' for Two con Don Cherry e metà del disco The Big Beat con Johnnie Ray.
In questi primi anni di attività produsse anche delle musiche per l'etichetta della Columbia, Epic, con lo pseudonimo Jay Raye (che stava per "Joseph Raymond") e fra questi si ricorda un album e alcuni singoli con Somethin' Smith and the Redheads, un gruppo vocale maschile statunitense.

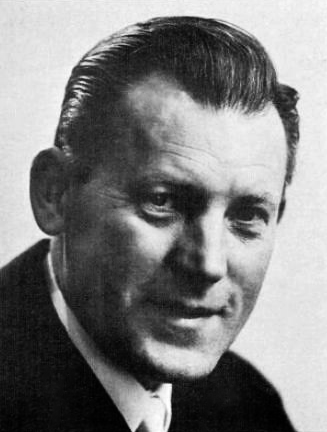
Ray Conniff nel 1967

A seguito del successo ottenuto, Mitch Miller gli concesse l'opportunità di realizzare un disco tutto suo che divenne un grande successo dal titolo 'S Wonderful, una collezione di pezzi musicali eseguiti con un'orchestra ed un coro costituito da quattro voci femminili e quattro maschili. Da allora realizzò molti album nello stesso stile e fra questi Dance The Bop (1957), S Marvelous (1957, disco d'oro, S Awful Nice (1958), Concert in Rhythm (1958, disco d'oro), Hollywood in Rhythm (1958), Broadway in Rhythm (1959) e Concert in Rhythm, Volume II (1959, disco d'oro). L'album del 1957, Dance the Bop fu un esperimento, tentato dalla Columbia, di realizzare musica per un'orchestra di ottoni, ma Ray non fu soddisfatto dell'esito, e dopo che il disco ebbe scarsi risultati di vendita, decise di ritirarlo dal mercato.
Nel 1959 creò il coro Ray Conniff Singer (12 donne e 13 uomini) e realizzò l'album It's the Talk of the Town. Questo ensemble gli consentì di ottenere il miglior risultato della sua carriera, Somewhere My Love (1966). La traccia principale dell'album era tratta dal Tema di Lara dalla colonna sonora del film Dottor Zivago, e raggiunse la top 10 negli Stati Uniti. L'album raggiunse la top 20 ed il terzo posto in Norvegia dove ottenne il disco di platino e vinse il Grammy Award for Best Performance by a Chorus. Sia il singolo che l'album raggiunsero le più elevate posizioni nelle classifiche di vendita anche in Australia, Germania, Gran Bretagna e Giappone. Un altro straordinario successo incontrò il primo di quattro album con musiche natalizie realizzato dal coro Ray Conniff Singers, Christmas with Conniff (1959). Circa 50 anni dopo la realizzazione del disco, nel 2004, a Conniff venne certificato un disco di platino postumo per l'album poi riproposto anche in CD.
Due successi differenti, nella carriera di Conniff, furono due album prodotti in collaborazione con Billy Butterfield, un vecchio amico della sua giovinezza. Conniff Meets Butterfield (1959) realizzato da Butterfield come solista di tromba e un piccolo gruppo ritmico e Just Kiddin' Around (basato su una composizione di Conniff risalente agli anni 1940), del 1963, con lo stesso Ray come trombone solista. Entrambi gli album erano di pura musica jazz senza alcun intervento vocale.
Verso la fine degli anni 1960, Conniff realizzò una media di due album strumentali ed uno vocale all'anno.

## Ray Conniff Singers
Il coro Ray Conniff Singer era costituito da:
Tenori
- Dick Castle
- Dick Cathcart
- Jack Halloran
- Jay Meyer
- Verne Rowe
- Bob Shepard
- Bill Stephens

Bassi e baritoni
- Wayne Dunstan
- Jimmy Joyce
- Bill Kanady
- Bob Tebow
- Dick Wessler
- Ted Wills

Soprano
- Jackie Allen
- Sally Castle
- Pat Collier
- Betty Joyce
- Loulie Jean Norman
- Myra Stephens

Contralto
- B.J. Baker
- Vangie Carmichael
- Rica Moore
- Marge Stafford
- Doreen Tryden
- Karen Wessler

## Discografia

### Album
- 'S Wonderful (1956)
- Dance the Bop! (1957)
- 'S Marvelous (1957)
- 'S Awful Nice (1958)
- Concert in Rhythm, Vol.1 (1958)
- Broadway in Rhythm (1958)
- Hollywood in Rhythm (1958)
- It's The Talk of the Town (1959)
- Conniff Meets Butterfield (1959)
- Christmas with Conniff (1959)
- Concert in Rhythm, Vol.2 (1959)
- Young at Heart (1960)
- Say It with Music (A Touch of Latin) (1960)
- Memories Are Made of This (1960, disco d'oro)
- Somebody Loves Me (1961)
- 'S Continental (1961)
- So Much in Love (1962, disco d'oro)
- Rhapsody in Rhythm (1962)
- We Wish You a Merry Christmas (1962, disco d'oro)
- The Happy Beat (1962)
- You Make Me Feel So Young (1963)
- Speak to Me of Love (1963)
- Friendly Persuasion (1964)
- Invisible Tears (1964)
- Love Affair (1965)
- Music From 'Mary Poppins', 'The Sound of Music', 'My Fair Lady' & Other Great Movie Themes (1965)
- Christmas Album: Here We Come A-Caroling (1965)
- Happiness Is (1965)
- Somewhere My Love (1966) Columbia Records CS9319 CL2519
- Ray Conniff's World of Hits (1966)
- En Español (The Ray Conniff Singers Sing It in Spanish) (1966)
- This Is My Song (1967) - quarta posizione in Norvegia
- Ray Conniff's Hawaiian Album (1967)
- It Must Be Him (1967, disco d'oro)
- Honey (1968, gold album)
- Turn Around Look at Me (1968)
- I Love How You Love Me (1969)
- Live Europa Tournee 1969/Concert in Stereo (1969)
- Jean (1969)
- Concert In Stereo: Live At 'The Sahara Tahoe' (1969)
- Bridge Over Troubled Water (1970)
- We've Only Just Begun (1970)
- Love Story (1970)
- Great Contemporary Instrumental Hits (1971)
- I'd Like to Teach the World to Sing (1971)
- Love Theme from "The Godfather" (1972)
- Alone Again (Naturally) (1972)
- I Can See Clearly Now (1972)
- Ray Conniff in Britain (1973)
- You Are the Sunshine of My Life (1973)
- Harmony (1973) - nona posizione in Olanda
- The Way We Were (1973)
- The Happy Sound of Ray Conniff (1974)
- Ray Conniff In Moscow (1974)
- Play Carpenter (1974)
- Laughter in the Rain (1975)
- Another Somebody Done Somebody Wrong Song (1975)
- Love Will Keep Us Together (1975)
- I Write the Songs (1975)
- Live in Japan (1975)
- Ray Conniff Plays The Beatles (1976)

- Send in the Clowns (1976)
- Theme from 'SWAT' and Other TV Themes (1976)
- After the Lovin' (1976)
- Exitos Latinos (1977)
- Ray Conniff Plays Bee Gees and Other Great Hits (1978)
- I Will Survive (1979)
- The Perfect '10' Classics (1980)
- Exclusivamente Latino (1980)
- Siempre Latino (1981)
- The Nashville Connection (1982)
- Musik für Millionen (realizzato parzialmente per una trasmissione musicale della TV tedesca nel 1982)
- Amor Amor (1982)
- Fantastico (1983)
- Supersonico (1984)
- Campeones (1985)
- Say You Say Me (1986)
- 30th Anniversary Edition (1986)
- Always in My Heart (1987)
- Interpreta 16 Exitos De Manuel Alejandro (1988)
- Ray Conniff Plays Broadway (1990)
- 'S Always Conniff (1991)
- Latinisimo (1993)
- 40th Anniversary (1995)
- Live in Rio (aka Mi Historia) (1997)
- I Love Movies (1997)
- My Way (1998)
- 'S Country (1999)
- 'S Christmas (1999)
- Do Ray Para O Rei (2000).

Fra il 1957 ed il 1968, 28 dei suoi album raggiunsero la American Top 40, il più famoso dei quali fu Somewhere My Love (1966). Conniff raggiunse il primo posto per tre settimane in Gran Bretagna nel 1969 with His Orchestra, His Chorus, His Singers, His Sound, un album pubblicato per promuovere la sua tournée in Europa (Germania, Austria, Svizzera). Egli fu anche il primo artista popolare statunitense a registrare in Russia. Nel 1971, in coppia con Gigliola Cinquetti, il suo coro presentò al Festival di Sanremo il brano Rose nel buio giungendo al 9º posto finale. Nel 1974 realizzò Ray Conniff in Moscow con l'ausilio di un coro locale. I suoi ultimi album come Exclusivamente Latino, Amor Amor e Latinissimo, lo resero molto popolare nei paesi dell'America Latina soprattutto dopo aver suonato al Viña del Mar International Song Festival. In Brasile ed in Cile ricevette accoglienze simili a quelle di grandi artisti pop, quando si esibì in grandi stadi di calcio come ad esempio a Viña del Mar.
Ray Conniff era un uomo tranquillo, modesto e molto simpatico. Egli lavorò sempre dietro le quinte, tanto che negli anni 1950 circolò la voce che egli non esistesse e che il suo nome era l'invenzione di un'orchestra. Nonostante ciò vendette circa 70 milioni di album in tutto il mondo e continuò a lavorare e registrare fino alla sua morte avvenuta nel 2002.
Morì ad Escondido, California, e venne seppellito nel Westwood Village Memorial Park Cemetery a Los Angeles. Sulla lapide della sua tomba sono incise le prime quattro note di Somewhere My Love.
Nel 2004 venne realizzato un doppio CD, The Essential Ray Conniff, contenente suoi pezzi molto rari o mai pubblicati prima di allora. The Singles Collection, Vol. 1 venne realizzato dall'etichetta Collectables nel 2005 che realizzò poi The Singles Collection, Vol. 2 nel 2007. Anche queste raccolte contengono rarità e pezzi inediti.
Musiche di Conniff sono presenti anche nella colonna sonora del film Tutti pazzi per Mary.

### Canzoni composte da Ray Conniff
- I Don't Love Nobody But You (1956)
- Unwanted Heart (1956)
- A Girl Without A Fella (1956)
- Please Write While I'm Away (1956)
- Love Her In The Morning (1956)
- No Wedding Today (1956; con lo pseudonimo Engberg)
- There's A Place Called Heaven (1956; con lo pseudonimo Engberg)
- Three Way Love (1957)
- Walkin' & Whistlin' (1957)
- Grown Up Tears (1957)
- Steel Guitar Rock (1957)
- LP Dance The Bop! (1957)
- Ann's Theme (1957; con lo pseudonimo Engberg)
- (If 'n' You Don't) Somebody Else Will (1957)
- Just A Beginner In Love (1957)
- Window Shopping (1957)
- Soliloquy Of A Fool (1957; coautore)
- When We're All Through School (1957)
- Make It Baby (1957/58)
- Let's Walk (1957/58)
- Lonely For A Letter (1958)
- Early Evening (Theme From The Ray Conniff Suite) (1958)
- Let's Be Grown Up Too (1958)
- Pacific Sunset (1958)
- A Love Is Born (1959)
- Stay (1959; coautore)
- Will You Love Me (1959; coautore)
- African Safari (1961)

- To My Love (1962)
- Just Kiddin' Around (1963; composte negli anni 1930)
- Scarlet (1963)
- Love Has No Rules (1963)
- The Real Meaning Of Christmas (1965)
- Midsummer In Sweden (1966)
- The Power of Love (1969)
- Everybody Knows (1970)
- Someone (1970)
- Someone (1970)
- With Every Beat Of My Heart (1971)
- A Man Without A Vision (1972; coautore)
- Here Today And Gone Tomorrow (1973)
- Frost Festival (1973)
- Ecstasy (1974)
- Ray Conniff In Moscow (1974)
- I Need You Baby (1975)
- Theme From An X-Rated Movie (1975)
- Vera's Theme (1976)
- Dama Latina (1977)
- The 23rd Psalm (1979)
- Exclusivamente Latino (1980)
- Fantastico (1983; co-written)
- Supersonico (1984)
- Campeones (1985)
- The Lord's Prayer (1985)
- I Can Do All Things (1986)